# Magdalena Valerio
Magdalena Valerio Cordero (ur. 27 września 1959 w Torremocha) – hiszpańska polityk, prawniczka, urzędnik państwowy i samorządowiec, działaczka Hiszpańskiej Socjalistycznej Partii Robotniczej (PSOE), posłanka do Kongresu Deputowanych, minister w rządzie wspólnoty autonomicznej Kastylia-La Mancha, w latach 2018–2020 minister pracy, migracji i zabezpieczenia społecznego.

## Życiorys
W 1985 ukończyła studia prawnicze na Uniwersytecie Complutense w Madrycie. Pracowała w organach administracji publicznej zajmujących się osobami starszymi, sprawami społecznymi i służbą zdrowia. W latach 1994–1999 była sekretarzem instytucji INSALUD w prowincji Guadalajara. Zaangażowała się w działalność polityczną w ramach Hiszpańskiej Socjalistycznej Partii Robotniczej. W latach 1999–2003 pełniła funkcję przedstawicielki rządu wspólnoty autonomicznej w prowincji. Od 1999 do 2005 zasiadała w zgromadzeniu miejskim Guadalajary, powróciła do tego gremium w 2011.
W latach 2005–2010 była ministrem w rządzie wspólnoty autonomicznej. Odpowiadała za sprawy pracy i zatrudnienia (2005–2007), turystykę i rzemiosło (2007–2008) oraz sprawiedliwość i administrację publiczną (2008–2010). W 2007 uzyskała mandat posłanki do regionalnego parlamentu, który wykonywała do 2010. W latach 2011–2016 zasiadała w Kongresie Deputowanych. Po odejściu z parlamentu objęła kierownicze stanowisko w administracji na poziomie prowincji.
W czerwcu 2018 została ministrem pracy, migracji i zabezpieczenia społecznego w nowo powołanym rządzie Pedra Sáncheza. W kwietniu 2019 i listopadzie 2019 ponownie uzyskiwała mandat deputowanej do niższej izby hiszpańskiego parlamentu. W styczniu 2020 zakończyła pełnienie funkcji ministra.